# Thomas Hoccleve
Thomas Hoccleve eller Occleve, född omkring 1370, död 1426, var en engelsk författare.
Hoccleve fortsatte Geoffrey Chaucers tradition i en rad religiösa dikter och i den moraliserande De regimine principum.